# Fred Akuffo
Tenente-general Frederick William "Fred" Kwasi Akuffo (21 de março de 1937 – 26 de junho de 1979) foi um soldado e político ganês que foi Chefe do Estado-Maior da Defesa das Forças Armadas de Gana de 1976 a 1978, e presidente do Conselho Militar Supremo governante e o sexto chefe de estado militar de 1978 a 1979. Ele se tornou líder do governo em um golpe palaciano contra o General Ignatius Kutu Acheampong, e foi derrubado e executado em outro golpe militar menos de um ano depois.

## Início da vida e educação
Fred Akuffo nasceu em Akropong na Região Oriental de Gana. Ele completou sua educação secundária em 1955 na Escola Secundária Presbiteriana para Meninos em Odumase Krobo. Ele então se alistou no Exército de Gana em 1957 e treinou na Real Academia Militar, Sandhurst, Reino Unido entre outros, recebendo sua comissão em 1960. Ele era casado com a Sra. Emily Akuffo. Ele também frequentou o Colégio Nacional de Defesa na Índia em 1973.

## Carreira
Enquanto no exército, ele serviu como oficial comandante da Escola de Treinamento Aerotransportado em Tamale e mais tarde do 6º Batalhão de Infantaria do Exército de Gana entre 1969 e 1970. Ele se tornou o 2º Comandante de Brigada. Ele supervisionou a mudança do fluxo de trânsito em Gana de dirigir à esquerda para dirigir à direita como parte da 'Operação Mantenha à Direita' que foi efetivada em 4 de agosto de 1974. Esta mudança foi bem-sucedida e praticamente livre de acidentes. Ele se tornou o Comandante do Exército em abril de 1974 e Chefe do Estado-Maior da Defesa em abril de 1976.

## Política
Em 9 de outubro de 1975, Fred Akuffo foi nomeado membro do governo do Conselho Militar Supremo governante devido à sua posição como comandante do exército de Gana. Em 5 de julho de 1978, ele liderou um golpe palaciano para derrubar o chefe de estado, General Ignatius Acheampong. Ele continuou com os preparativos em andamento para retornar Gana ao governo constitucional, mas seu governo também foi interrompido em 4 de junho de 1979 por uma revolta militar das patentes inferiores do exército ganês liderada pelo Primeiro-tenente da Força Aérea Jerry John Rawlings e o Conselho Revolucionário das Forças Armadas (AFRC).

## Execução
Ele foi executado junto com outros oficiais militares superiores em 26 de junho de 1979 no Campo de Tiro Militar de Teshie, Gana.